# Metriocheila
Metriocheila is een geslacht van kevers uit de familie van de loopkevers (Carabidae). De wetenschappelijke naam van het geslacht is voor het eerst geldig gepubliceerd in 1857 door Carl Gustaf Thomson.

## Soorten
Het geslacht Metriocheila is monotypisch en omvat slechts de volgende soort:
- Metriocheila nigricollis (Reiche, 1842)